# Phó Tổng thống Indonesia

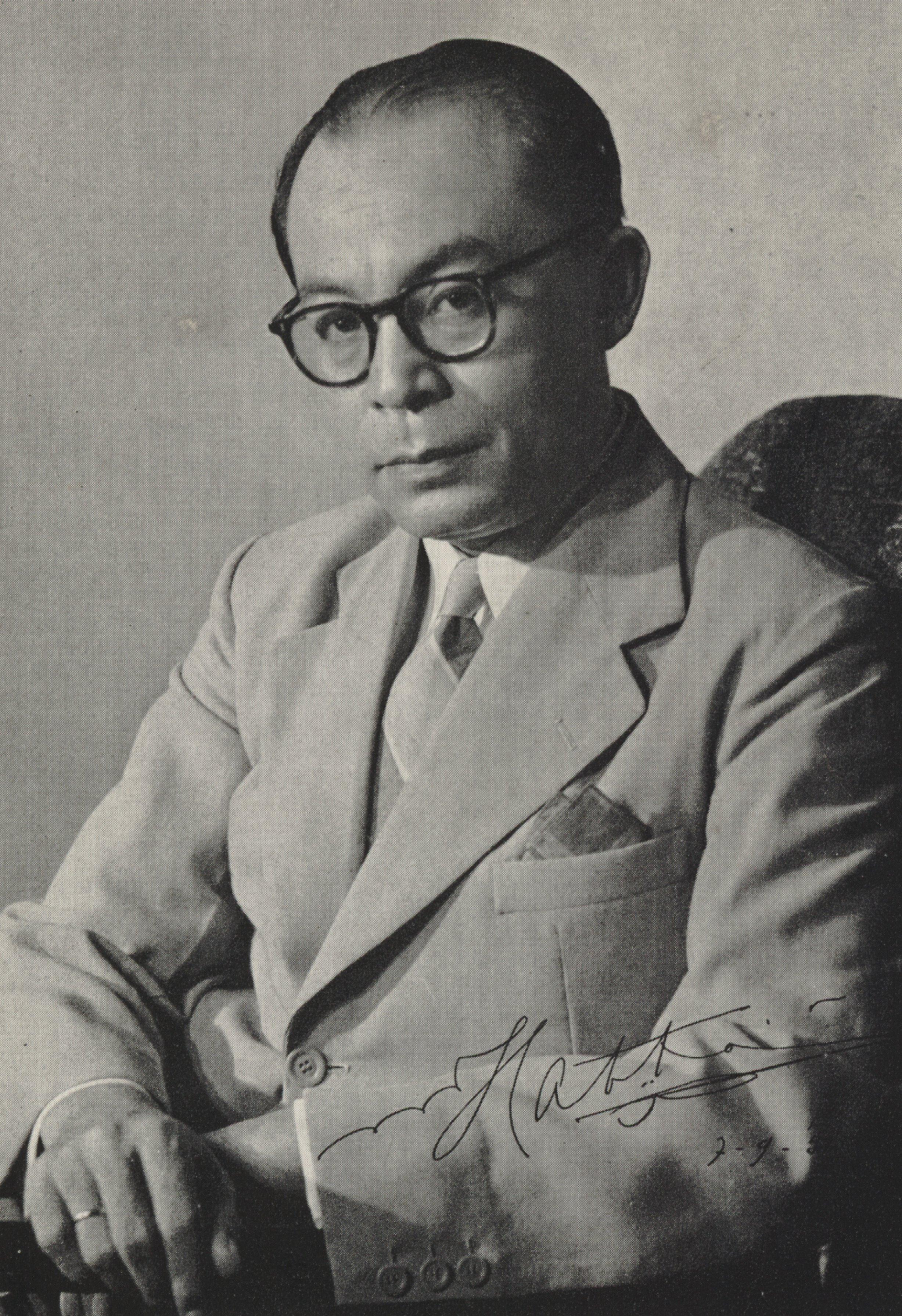
Mohammad Hatta, Phó Tổng thống đầu tiên của Indonesia

Phó Tổng thống Cộng hòa Indonesia (tiếng Indonesia: Wakil Presiden Republik Indonesia) là chức vụ kế nhiệm đầu tiên của Cộng hòa Indonesia khi Tổng thống Indonesia không thể tiếp tục làm việc.

## Lịch sử chức vụ
Chức vụ được thành lập trong quá trình xây dựng Hiến pháp năm 1945 của Ủy ban chuẩn bị công việc độc lập Indonesia (BPUPKI). Ngày 18/8/1945, chức vụ được Mohammad Hatta đảm nhiệm. Cuộc bầu cử do Ủy ban chuẩn bị độc lập (PPKI) được tiến hành nhưng các cuộc bầu cử Phó Tổng thống, Hội nghị Hiệp thương nhân dân (MPR), vẫn chưa được tổ chức. Trong những ngày đầu của nước Cộng hòa, chức vụ Phó Tổng thống đã thể hiện tầm quan trọng của nó. Vào ngày 16/10/1945, Hatta ban hành nghị định Phó Tổng thống chuyển cho Ủy ban Trung ương Quốc gia Indonexia (KNIP) với tư cách là Tổng thống. Theo quyết định này, KNIP đã có thể tách vai trò của người đứng đầu nhà nước và người đứng đầu chính phủ vào ngày 11/11/1945. Mặc dù một hiến pháp mới chưa được thiết lập, Indonesia vẫn là một Quốc gia Dân chủ Nghị viện trên thực tế.
Trong cuộc Cách mạng Quốc gia Indonesia, cả Hatta và Sukarno đều bị người Hà Lan bắt tại Yogyakarta vào ngày 18/12/1948. Cùng với Sukarno, Hatta đã giao nhiệm vụ cho Syafruddin Prawiranegara để thành lập Chính phủ Khẩn cấp. Điều này đã được thực hiện và Chính phủ Khẩn cấp của Cộng hòa Indonesia (PDRI) được thành lập ở Sumatra với Prawiranegara làm Chủ tịch. Prawiranegara trao lại nhiệm vụ của mình cho Sukarno và Hatta từ ngày 13/7/1949.
Khi Indonesia trở thành một quốc gia độc lập, Hiến pháp tạm thời đã được thông qua, một dự thảo xác định vai trò của Tổng thống với vai trò là nguyên thủ quốc gia, có quyền chỉ định một Thủ tướng Chính phủ theo sự tham vấn của các nhà sáng lập. Mặc dù Phó Chủ tịch tiếp tục tồn tại, hình thức của Chính phủ bây giờ đã chính thức là một nền dân chủ nghị viện và chức vụ Phó Tổng thống không còn vai trò quan trọng trong chính thể mới. Ngày 1/12/1956, một phần vì sự khác biệt với Sukarno, Hatta từ chức Phó Tổng thống.
Trong 17 năm tiếp theo, chức vụ Phó Tổng thống vẫn bỏ trống. Vào tháng 12/1965, đã có những ý định cho một Phó Tổng thống được thành lập để giúp Tổng thống Sukarno. Ý tưởng không đạt được và Phó Tổng thống tiếp tục vẫn trống trong giai đoạn chuyển tiếp từ Sukarno sang Suharto .
Vào tháng 3/1973, vị trí Phó Tổng thống trống đã được Hamengkubuwono IX đảm nhiệm khi ông được MPR bầu. Sau khi Hamengkubuwono IX và trong suốt Trật tự Mới, các chức vụ Phó Tổng thống đã được Adam Malik, Umar Wirahadikusumah, Sudharmono, Sutrisno và BJ Habibie đảm nhiệm. Trong thời gian làm Tổng thống, Suharto suy giảm quyền lực chức vụ Phó Tổng thống chỉ còn tích chất nghi lễ. Phó Tổng thống thậm chí không đảm nhận các nhiệm vụ của Tổng thống khi Suharto ra khỏi đất nước hoặc bị bệnh. Mặc dù là một người có vai trò rất quan trọng nhưng Phó Tổng thống hai lần trở thành nguồn gây tranh cãi với Sudharmono phải đối mặt với nhiều trở ngại khác nhau trên đường trở thành Phó Tổng thống năm 1988 và cố gắng được đề cử vào năm 1993.
Với sự sụp đổ của Suharto vào tháng 5 năm 1998 và Habibie gia nhập Quốc hội, Phó Tổng thống lại một lần nữa khuyết. Tháng 10/1999, Megawati Sukarnoputri được bầu làm Phó Tổng thống và chức vụ bắt đầu. Megawati được giao nhiều nhiệm vụ thực hiện và vào năm 2000, bà thậm chí còn chịu trách nhiệm cho việc điều hành hàng ngày của Chính phủ.
Trong Phiên họp thường niên MPR năm 2001, cuối cùng quyết định từ năm 2004 trở đi, Phó Tổng thống, cùng với Tổng thống, sẽ trực tiếp được bầu bởi người dân. Jusuf Kalla trở thành Phó Tổng thống đầu tiên của Indonesia được bầu trực tiếp.

## Danh sách Phó Tổng thống
| No.                                                 | Phó Tổng thống         | Phó Tổng thống                     | Nhiệm kỳ             | Nhiệm kỳ             | Nhiệm kỳ         | Đảng phái                          | Tổng thống | Tổng thống               |
| No.                                                 | Phó Tổng thống         | Phó Tổng thống                     | Nhậm chức            | Rời chức             | Số ngày          | Đảng phái                          | Tổng thống | Tổng thống               |
| --------------------------------------------------- | ---------------------- | ---------------------------------- | -------------------- | -------------------- | ---------------- | ---------------------------------- | ---------- | ------------------------ |
| 1                                                   |                        | Mohammad Hatta (1902 - 1980)       | 18 tháng 8 năm 1945  | 1 tháng 12 năm 1956  | 11 năm, 105 ngày | Độc lập                            |            | Sukarno                  |
| Khuyết (1 tháng 12 năm 1956 – 23 tháng 3 năm 1973)  |                        |                                    |                      |                      |                  |                                    |            |                          |
| 2                                                   |                        | Hamengkubuwono IX (1912 - 1988)    | 23 tháng 3 năm 1973  | 23 tháng 3 năm 1978  | 5 năm            | Độc lập                            |            | Suharto                  |
| 3                                                   |                        | Adam Malik (1917 - 1984)           | 23 tháng 3 năm 1978  | 11 tháng 3 năm 1983  | 4 năm, 353 ngày  | Golkar                             |            | Suharto                  |
| 4                                                   |                        | Umar Wirahadikusumah (1924 - 2003) | 11 tháng 3 năm 1983  | 11 tháng 3 năm 1988  | 5 năm            | Golkar                             |            | Suharto                  |
| 5                                                   |                        | Sudharmono (1927 - 2006)           | 11 tháng 3 năm 1988  | 11 tháng 3 năm 1993  | 5 năm            | Golkar                             |            | Suharto                  |
| 6                                                   |                        | Try Sutrisno (1935 - )             | 11 tháng 3 năm 1993  | 11 tháng 3 năm 1998  | 5 năm            | Golkar                             |            | Suharto                  |
| 7                                                   |                        | B. J. Habibie (1936 - 2019)        | 11 tháng 3 năm 1998  | 21 tháng 5 năm 1998  | 71 ngày          | Golkar                             |            | Suharto                  |
| Khuyết (21 tháng 5 năm 1998 – 21 tháng 10 năm 1999) |                        |                                    |                      |                      |                  |                                    |            |                          |
| 8                                                   |                        | Megawati Sukarnoputri (1947 - )    | 21 tháng 10 năm 1999 | 23 tháng 7 năm 2001  | 1 năm, 275 ngày  | Đảng Dân chủ - Đấu tranh Indonesia |            | Abdurrahman Wahid        |
| Khuyết (23~26 tháng 7 năm 2001)                     |                        |                                    |                      |                      |                  |                                    |            |                          |
| 9                                                   |                        | Hamzah Haz (1940 - 2024)           | 26 tháng 7 năm 2001  | 20 tháng 10 năm 2004 | 3 năm, 86 ngày   | Đảng Phát triển Thống nhất         |            | Megawati Sukarnoputri    |
| 10                                                  |                        | Jusuf Kalla (1942 - )              | 20 tháng 10 năm 2004 | 20 tháng 10 năm 2009 | 5 năm            | Golkar                             |            | Susilo Bambang Yudhoyono |
| 11                                                  |                        | Boediono (1943 - )                 | 20 tháng 10 năm 2009 | 20 tháng 10 năm 2014 | 5 năm            | Độc lập                            |            | Susilo Bambang Yudhoyono |
| 12 (10)                                             |                        | Jusuf Kalla (1942 - )              | 20 tháng 10 năm 2014 | 20 tháng 10 năm 2019 | 5 năm            | Golkar                             |            | Joko Widodo              |
| 13                                                  |                        | Ma'ruf Amin (1943 - )              | 20 tháng 10 năm 2019 | 20 tháng 10 năm 2024 | 5 năm            | Độc lập                            |            | Joko Widodo              |
|                                                     | Đảng Thức tỉnh Dân tộc | Ma'ruf Amin (1943 - )              | 20 tháng 10 năm 2019 | 20 tháng 10 năm 2024 | 5 năm            |                                    |            | Joko Widodo              |
| 14                                                  |                        | Gibran Rakabuming Raka (1987 - )   | 20 tháng 10 năm 2024 | Đương nhiệm          | 160 ngày         | Độc lập                            |            | Prabowo Subianto         |